# 이맥
이맥(李陌, 1455년 ~ 1528년)은 조선 초기 중기의 문신이다. 

## 이력
그의 본관은 고성(固城), 자는 정부(井夫), 호는 일십당(一十堂)이다. 이암의 후손이다.

## 생애
1474년(성종 5년) 사마시(司馬試)의 진사과(進士科)에 합격했으며, 1498년 (연산군 4년) 식년시 병과에 합격했다. 성균관전적과 사헌부장령에 올랐으나 당시 연산군의 총애를 받으면서 사치스러운 생활을 하고 있던 장숙용(張淑容)을 여러 차례 탄핵했다는 이유로 연산군의 미움을 사서 유배되기도 했다. 1506년 중종 반정 이후에 다시 관계에 진출하여 성균관사예와 사헌부장령, 동지돈령부사를 역임하였다. 벼슬이 동지돈녕부사(同知敦寧府事)에 이르렀는데, 성품이 매우 강직하고 매사에 공정하였다 전해진다.

## 문집
- 〈태백일사〉(太白逸史)[1]:《환단고기》의 5권(삼성기(상), 삼성기(하),단군세기, 북부여기, 태백일사 )중 1권이다..

## 가족 관계
- 증조부 : 이강(李岡)
  - 할아버지 : 이원(李原)
    - 아버지 : 이지(李墀)
    - 어머니 : 영일정씨, 정보(鄭保)의 딸, 정몽주(鄭夢周)의 증손녀
      - 전처 : 여양진씨, 진치중(陳致中)의 딸
      - 후처 : 안동권씨, 권상평(權尙平)의 딸, 이직(李稷)의 외손녀
        - 장남 : 이린(李嶙)
        - 자부 : 이윤식(李允湜)의 딸
          - 손자 : 이활(李活)
          - 손부 : 최인효(崔仁孝)의 딸
          - 손자 : 이발(李潑)
          - 손부 : 윤삼빙(尹三聘)의 딸
          - 손자 : 이방(李滂)
          - 손서 : 최익(崔瀷)

        - 차남 : 이구(李嶇)
        - 자부 : 운천군(雲川君) 이인(李𪬦)의 딸
          - 손자 : 이결(李潔)
          - 손서 : 한극순(韓克恂)
          - 손서 : 원언좌(元彦佐)
          - 손서 : 이정(李頲)

        - 사위 : 윤탁(尹倬)
          - 외손자 : 윤선철(尹先哲)
          - 외손자 : 윤선정(尹先正)
          - 외손서 : 허주(許鑄)

        - 사위 : 이영복(李永福)
          - 외손자 : 이파(李頗)
          - 외손자 : 이고(李顧)
          - 외손자 : 이적(李頔)
          - 외손서 : 윤기(尹紀)
          - 외손서 : 유효침(柳孝忱)

        - 사위 : 계산군(桂山君) 이수계(李壽誡)
          - 외손자 : 풍성정(豊城正) 이전(李詮)

      - 측실 : 이름모름
        - 서자 : 이업(李岋)
        - 서자 : 이협(李峽)
        - 서자 : 이율(李峍)
        - 서사위 : 박종번(朴宗蕃)
          - 서외손자 : 박휴(朴庥)
          - 서외손자 : 박강(朴康)
          - 서외손자 : 박렴(朴廉)
          - 서외손자 : 박응(朴應)
          - 서외손서 : 황기(黃基)

        - 서사위 : 청계령(靑溪令) 이림(李林)
          - 서외손자 : 풍안감(豊安監) 이희(李僖)

        - 서사위 : 이파남(李巴男)

## 참고 문헌
- 『연산군일기(燕山君日記)』
- 『중종실록(中宗實錄)』
- 『국조인물고(國朝人物考)』
- 『국조방목(國朝榜目)』
- 『연려실기술(燃藜室記述)』
- 『용재집(容齋集)』
- 『음애일기(陰崖日記)』
- 『패관잡기(稗官雜記)』
- 『해동야언(海東野言)』
- 『충재집(冲齋集)』